# Атанас Курдов
Атанас Курдов е български футболист, нападател, младежки национал на България. От 2019 година е състезател на третодивизионния български Ботев (Ихтиман).

## Кариера
Излиза от школата на Левски (София). Играл е в германския клуб Байер Леверкузен.
Преди да премине при „аспирините“ изкарва проби в Селтик и Тотнъм Хотспър, но не успява да подпише договор с нито един от двата клуба, заради работна виза. На крачка е от преминаване в Монако, но решава да се присъедини към немския отбор Байер Леверкузен.
В началото на 2011 година Курдов подписва договор с отбора на Лудогорец (Разград), но след като прекарва един месец с отбора, той и неговият мениджър Емил Данчев, пожелават пред ръководството на разградския тим футболистът да бъде освободен от своя предварителен договор и да се завърне в редиците на Ботев (Пловдив).
На 29 януари 2011 година в медиите в България излиза информация, че Курдов се завръща в Ботев. На 4 февруари Курдов официално прекратява договора си с Лудогорец и се завръща в Ботев.
На 28 август 2012 година подписва едногодишен договор с Локомотив Пловдив.
Син е на бившия нападател на ПФК Левски (София) – Петър Курдов.

## Успехи (отборни)
Астана
- Висша лига:
  -  Шампион (1): 2014